# Menefrón
Menefrón es, en la mitología griega, un joven que, según relata Higino, mantuvo relaciones incestuosas en Arcadia con su hija Cilene y con su madre Bliade, o bien, según Ovidio, las mantuvo con su madre en el monte Cilene.   